# Modisi
 (octobre 2023).
Modisi est l’un des villages situés dans le district de Pinolosian Est, dans la régence de Bolaang Mongondow du Sud, dans la province de Sulawesi du Nord, en Indonésie.